# Фуад Музурович
Фуад Музурович (босн. Fuad Muzurović; нар. 3 листопада 1945) — боснійський футбольний тренер та колишній футболіст. Був двічі тренером збірної Боснії і Герцеговини.

## Біографія
У 1964—1974 роках іграв у ФК «Сараєво». У 1967 році у складі команди виграв чемпіонат Югославії. У 1975 році іграв за ФК «Єдинство» свого рідного міста Бієло-Полє.

## Тренерська кар'єра
У 1977 році став головним тренером ФК «Сараєво». У 1980 році команда під його керівництвом Музуровича зайняла друге місце у чемпіонаті Югославії. Згодом після здобуття незалежності Боснії і Герцеговини він ще тричі займав посаду головного тренера ФК «Сараєво». У 1983—1984 роках Музурович тренував ФК «Приштина». З ним клуб домігся 8 місця, найкращого результату в чемпіонаті Югославії за всю історію клубу. Згодом, в 1987 році, став тренером турецького «Адана Демірспора».
Після Боснійської війни, Музуровіч став першим тренером збірної Боснії і Герцеговини. Через провальну кваліфікацію до чемпіонату світу 1998 року, де збірна зайняла четверте місце в групі, Фуада звільнили. Далі працював в клубах Туреччини, Катару, Єгипту та Японії. У 2001 році він повернувся до ФК «Сараєво» і в тому ж сезоні здобув Кубок Боснії і Герцеговини.
З грудня 2006 року він вдруге очолив збірну Боснії та Герцеговини. Під час матчу з Мальтою 6 червня 2007 року в Музуровича стався серцевий напад. Через проблеми із здоров'ям та незадовільні результати у кваліфікації до Євро-2008 його звільнили з посади тренера.

## Перемоги
Футболіст
ФК «Сараєво»
- Чемпіонат Югославії: 1966–67

Тренер
ФК «Сараєво»
- Кубок Боснії і Герцеговини: 2002